# Marktredwitz
Marktredwitz település Németországban, azon belül Bajorországban. Lakosainak száma 17 254 fő (2023. december 31.). Marktredwitz Thiersheim, Arzberg, Pechbrunn, Waldershof, Tröstauer Forst-Ost, Bad Alexandersbad és Wunsiedel községekkel határos.

## Városrészei
A 27 városrész:
| - Brand - Breitmühle - Dörflas - Fridau - Glashütte - Grafenstein - Grünitzmühle - Haag - Haingrün | - Hammerberg - Katharinenhöhe - Korbersdorf - Leutendorf - Lorenzreuth - Manzenberg - Marktredwitz - Meußelsdorf - Miedelmühle | - Neu-Haag - Oberredwitz - Oberthölau - Pfaffenreuth - Reutlas - Unterthölau - Wölsau - Wölsauerhammer - Ziegelhütte |

## Galéria

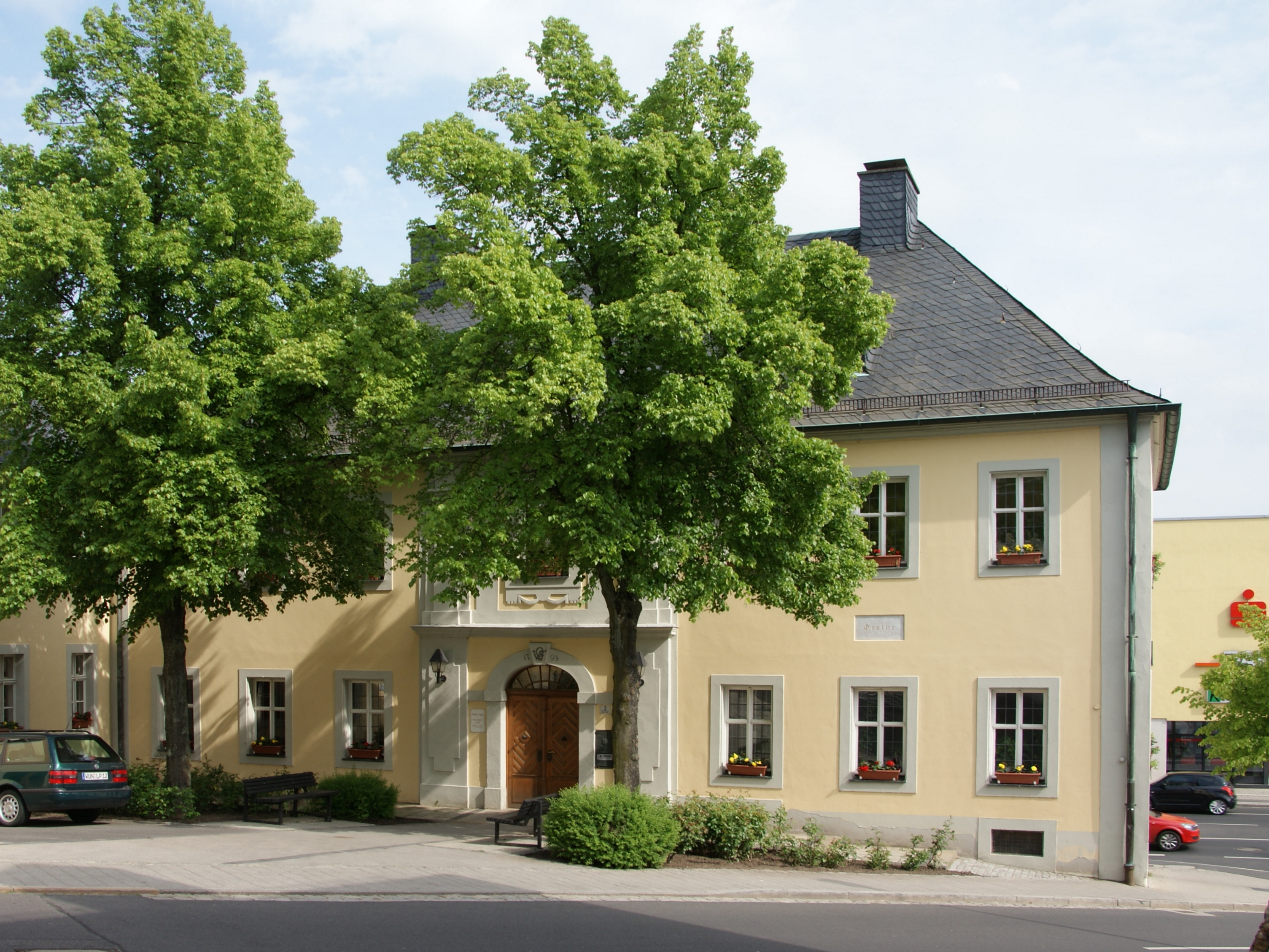
Az új tanácsház
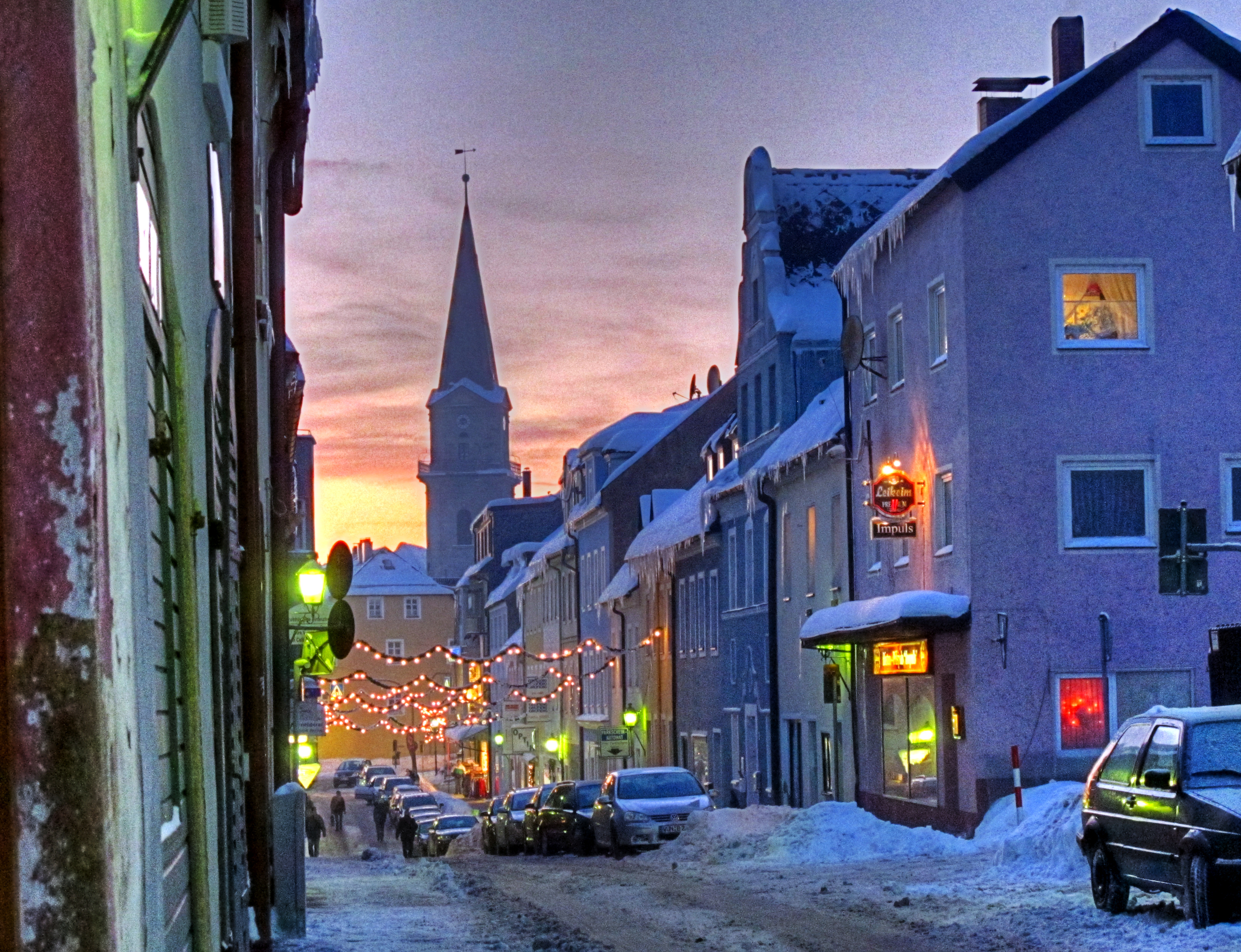
Az óváros télen
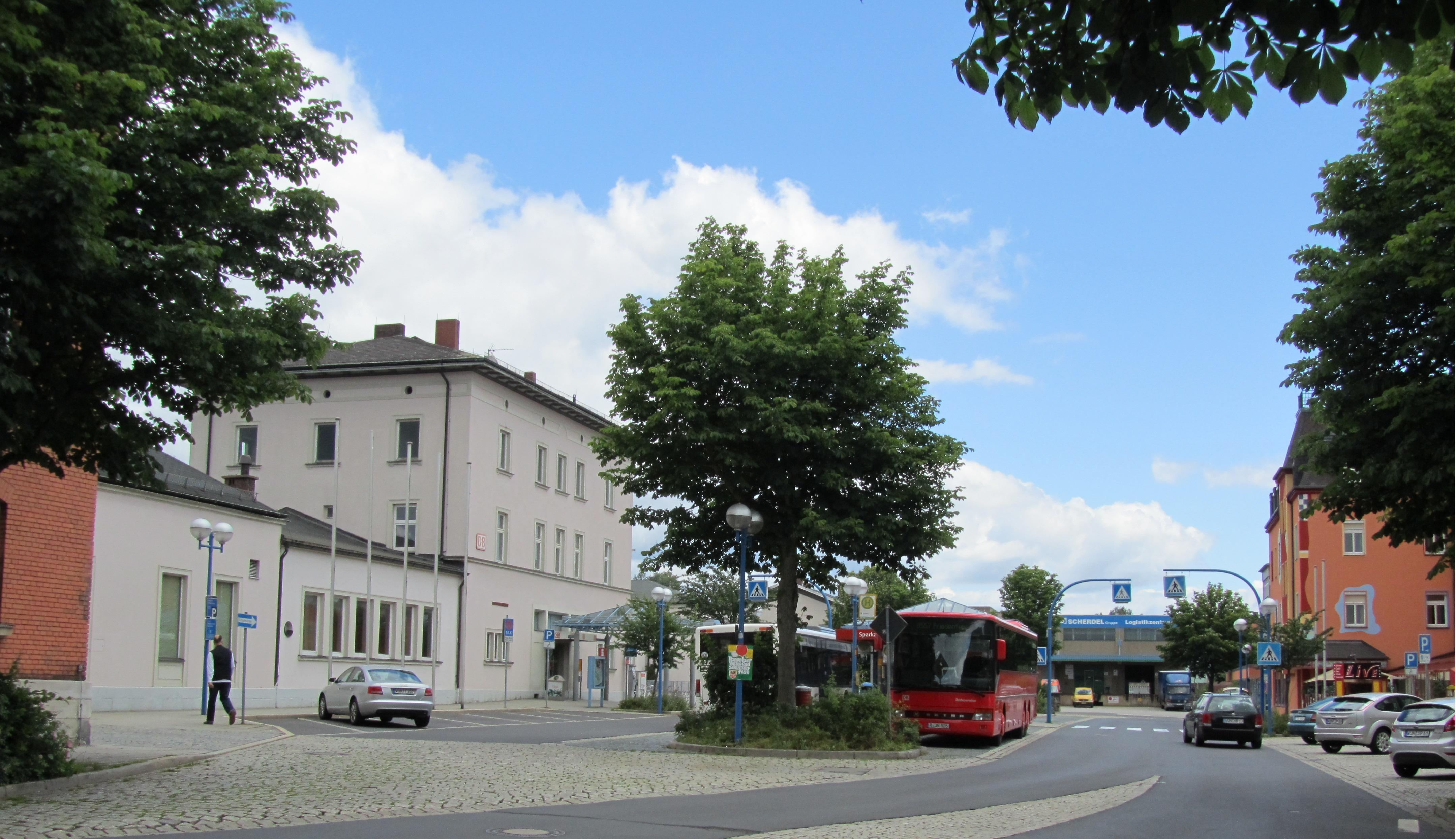
Az állomásnál

## Népesség
A település népessége az elmúlt években az alábbi módon változott:
| Lakosok száma | 1903 | 15 953 | 16 404 | 18 854 | 17 147 | 17 038 | 17 262 | 17 283 | 17 019 | 17 254 |
|               | 1875 | 1950   | 1975   | 1987   | 2012   | 2014   | 2016   | 2017   | 2021   | 2023   |